# Aimé Jules Murhula Manegabe
 (mai 2023).
Aimé Jules Murhula Manegabe, né en 1970 à Bukavu en République démocratique du Congo, est un auteur et homme politique congolais. Il est notamment conseiller à la présidence de la République démocratique du Congo. 

## Biographie
Il est détenteur d'une licence en planification régionale, d’une maîtrise en socio-économie et planification du développement, ainsi qu’un doctorat en développement,.
Il est enseignant à l'Institut supérieur de développement rural (ISDR) à Bukavu, ainsi que secrétaire général du Parti congolais pour le progrès (PCP),.